# Love and Rockets
Love and Rockets – amerykańska seria komiksowa autorstwa braci Gilberta Hernandeza i Jaimego Hernandeza (w początkach serii pracował nad nią także Mario Hernandez), określanych czasem w duecie jako Los Bros Hernandez. Pozycja uważana jest za pierwszego reprezentanta alternatywnej rewolucji w komiksie w latach 80.

## O serii
Pierwszy numer Love & Rockets wyszedł w 1981 roku nakładem braci Hernandez, ale już rok później publikacja odbywała się pod szyldem wydawnictwa Fantagraphics. Pierwsza seria, licząca 50 numerów, wychodziła w latach 1982–1996. Została wznowiona w roku 2001 jako Love & Rockets vol. 2. W chwili obecnej pod tym szyldem wychodzą doroczne antologie (od 2008).
Seria uważana jest za pierwszą i jedną z najważniejszych z nurtu komiksów alternatywnych, które pojawiły się w latach 80. Cechuje się brakiem konformizmu i schlebiania gustom czytelniczym, odwołaniami do tematów, które w tamtych latach nie leżały w kręgu zainteresowania twórców, a także poruszaniem wątków i zagadnień uznawanych za społecznie kłopotliwe, takich jak bieda, prostytucja, aborcja, epidemia AIDS czy homoseksualizm.
W ramach tytułu publikowane były dwie główne serie fabularne: Heartbreak Soup Stories Gilberta i Hoppers 13 Jaimego, oraz pojedyncze nowelki komiksowe wszystkich trzech braci.

### Heartbreak Soup Stories[3]
Seria Gilberta Hernandeza przedstawia wydarzenia rozgrywające się na przestrzeni ok. 20 lat w meksykańskiej mieścinie Palomar. Osada jest mocno izolowana od świata - nie posiada nawet telefonu, a najbliższa stacja kolejowa leży w odległości wielu kilometrów. Nowelki ze świata Palomar opowiadają o życiu mieszkańców osady, będących zbieraniną różnorodnych i dziwacznych charakterów. W miarę upływu czasu postacie, które czytelnik poznaje często jako dzieci, dorastają i przeżywają swoje kolejne perypetie.
Seria ma silny wydźwięk społeczny i obyczajowy, poruszane są tematy takie, jak rozkład więzi międzyludzkich, bieda, izolacja społeczna, brak perspektyw, prostytucja, AIDS i inne, zwyczajowo kojarzone z niższymi warstwami społecznymi.

### Hoppers 13
Seria Jaimego Hernandeza, często także nazywana Locas opowiada o losach grupy młodych kobiet z nizin społecznych, pochodzących z meksykańskiego getta w Kalifornii. Głównymi bohaterkami są należące do subkultury punkowej kochanki Maggie i Hopey; wokół ich perypetii i kłopotów osnuta jest większość odcinków serii. Mimo że Hoppers 13 zaczęło się jako seria humorystyczna z silnymi akcentami science-fiction z biegiem czasu wyewoluowało, podobnie jak opowieści o Palomar, w serię obyczajową, mówiącą o drażliwych kwestiach społecznych - rasizmie, homoseksualizmie, rozpadzie więzi rodzinnych. W serii pojawiają się także sekwencje oniryczne oraz kwestie zjawisk nadnaturalnych, zaś bohaterki dorastają, ewoluują i dojrzewają z biegiem akcji.

## Wydania[2]
Seria nie została nigdy wydana w Polsce. W Stanach jej publikacją zajmuje się wydawnictwo Fantagraphics, w Wielkiej Brytanii - Titan Books. Do chwili obecnej (2010) oryginalna seria 50 zeszytów oraz seria druga została wydana w tomach zbiorczych (aktualnie 24 albumy), a następnie w edycji 8 wydań zbiorczych typu "omnibus". Wyszły także trzy rocznikowe antologie "New Stories".
Seria Heartbreak Soup Stories oraz jej spin-off wyszły w zbiorczych, twardooprawnych tomach "Palomar" i "Luba", zaś Hoppers 13 w dwutowomowym, twardooprawnym wydaniu "Locas" i "Locas II".